# Winterbach (Sarre)
Pour les articles homonymes, voir Winterbach.
Winterbach est un ortsteil de la ville allemande de Saint-Wendel en Sarre.

## Géographie

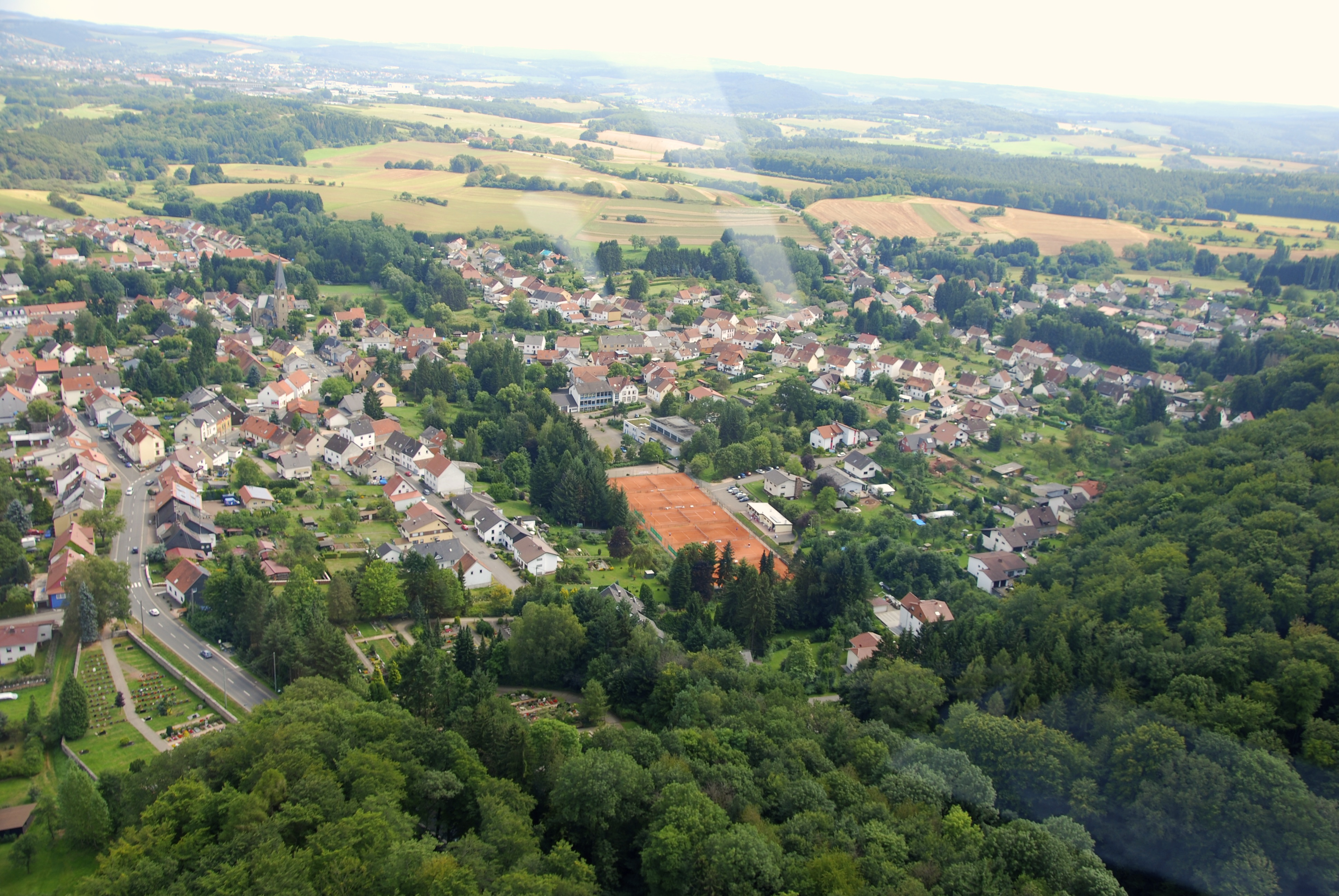

## Lieux et monuments

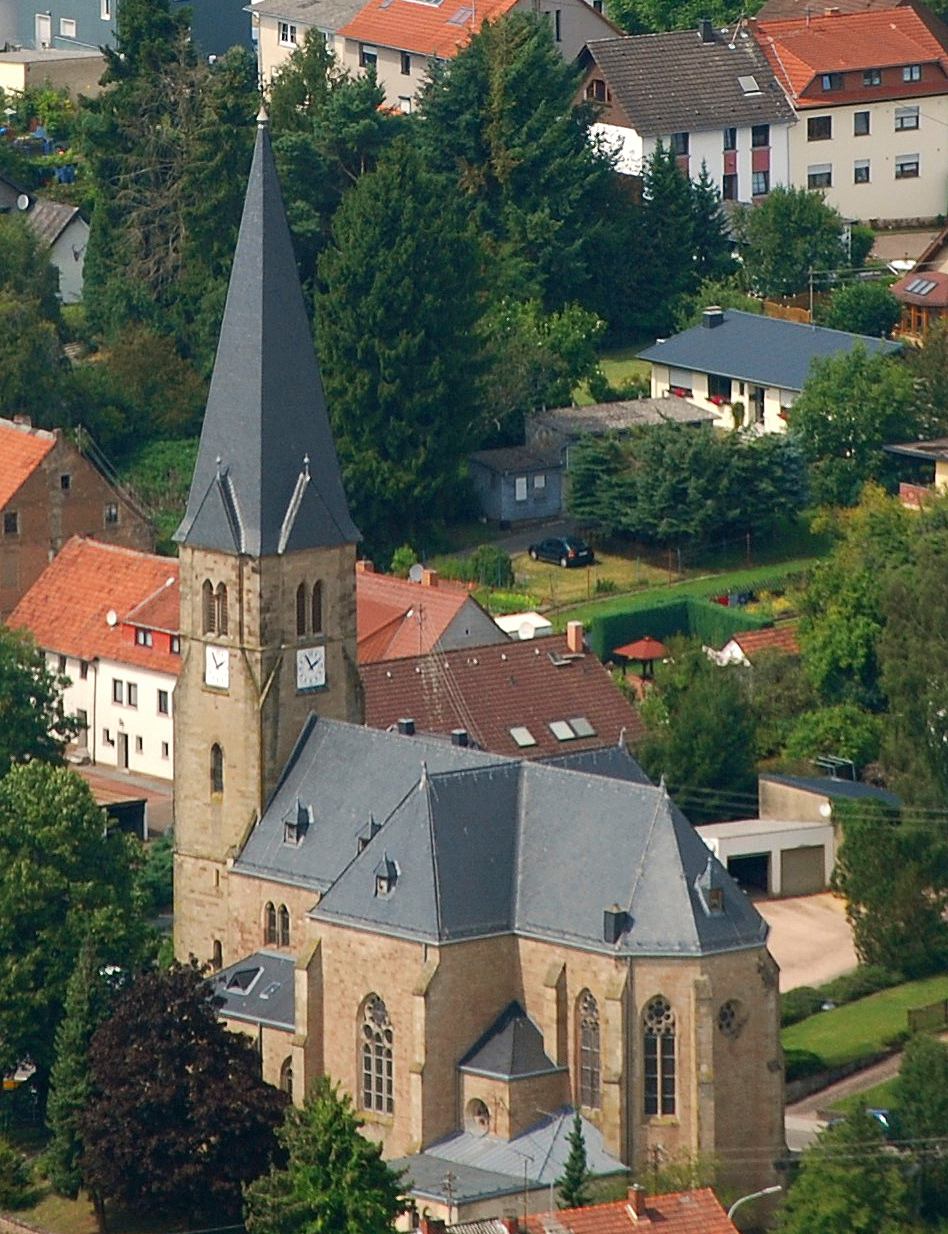
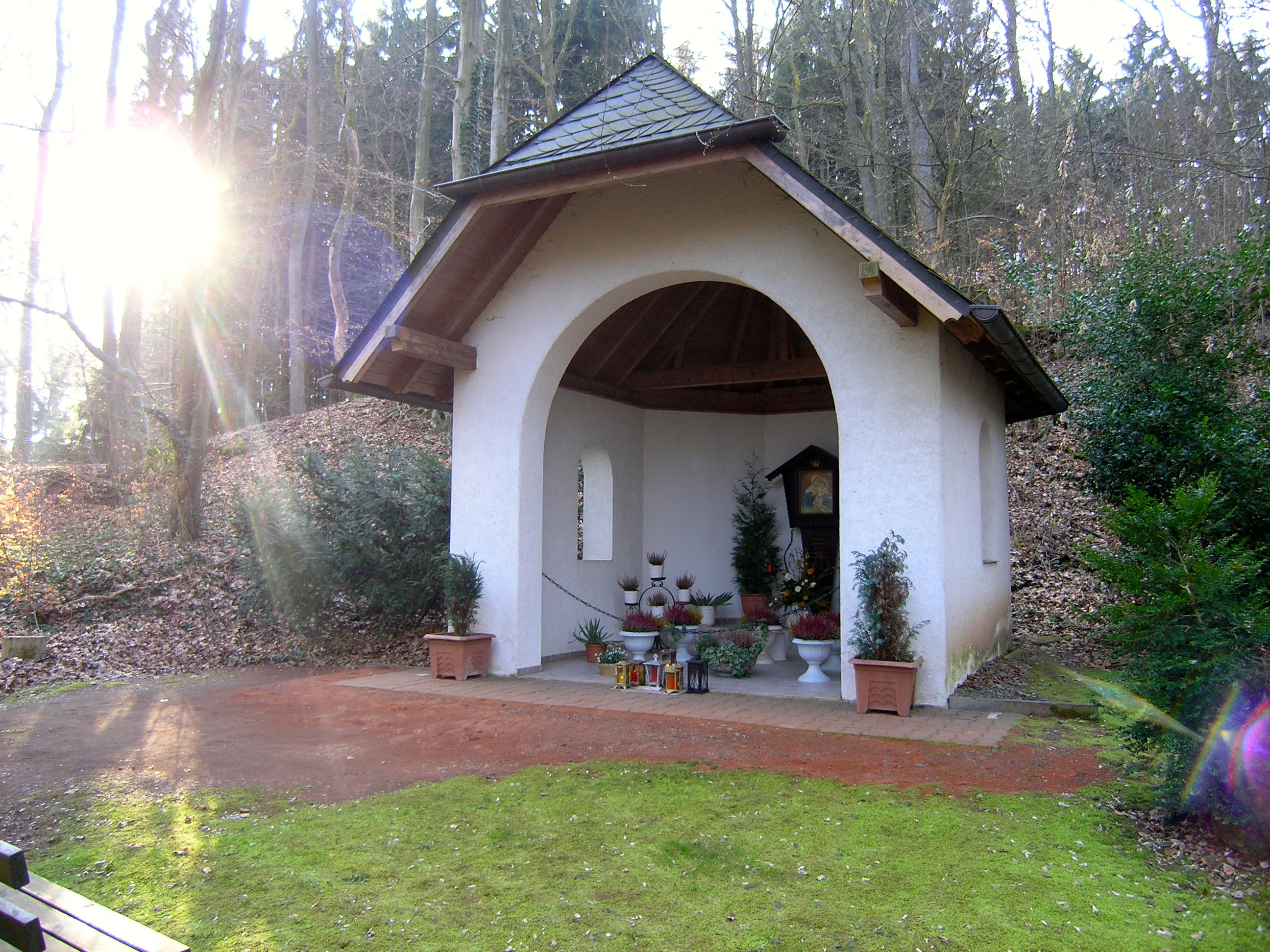
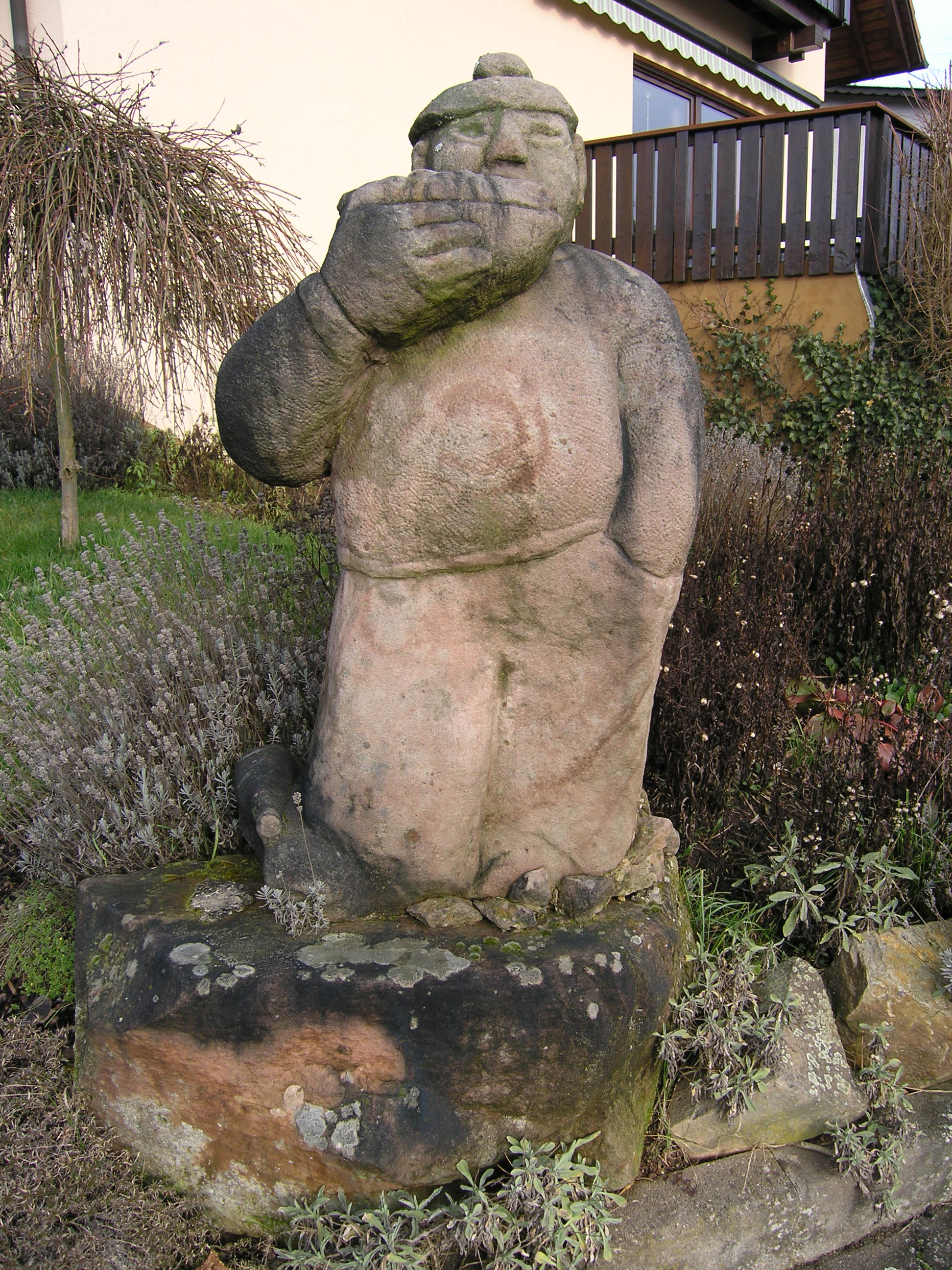